# Bentley Mark V
Bentley Mark V – samochód osobowy klasy luksusowej produkowany pod brytyjską marka Bentley w latach 1939–1941. 

## Historia i opis modelu
Do napędu używano sześciocylindrowego silnika rzędowego o pojemności 4,3 litra. Moc przenoszona była na koła tylne poprzez 4-biegową manualną skrzynię biegów. Seryjną, masową produkcję samochodu przerwał wybuch II wojny światowej, po której zakończeniu firma w 1946 przedstawiła nowy model - Mark VI.

## Dane techniczne
- R6 4,3 l (4256 cm³), 2 zawory na cylinder, OHV
- Układ zasilania: gaźnik
- Moc: 125 KM

## Galeria

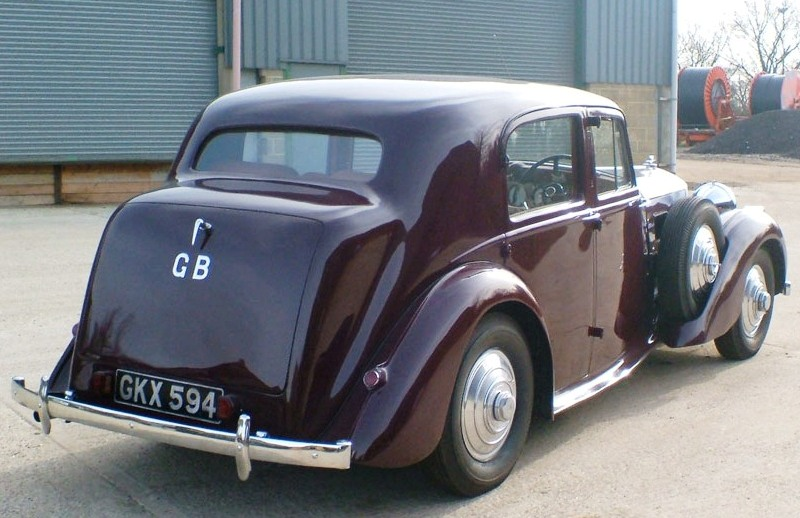
Bentley Mark V - tył
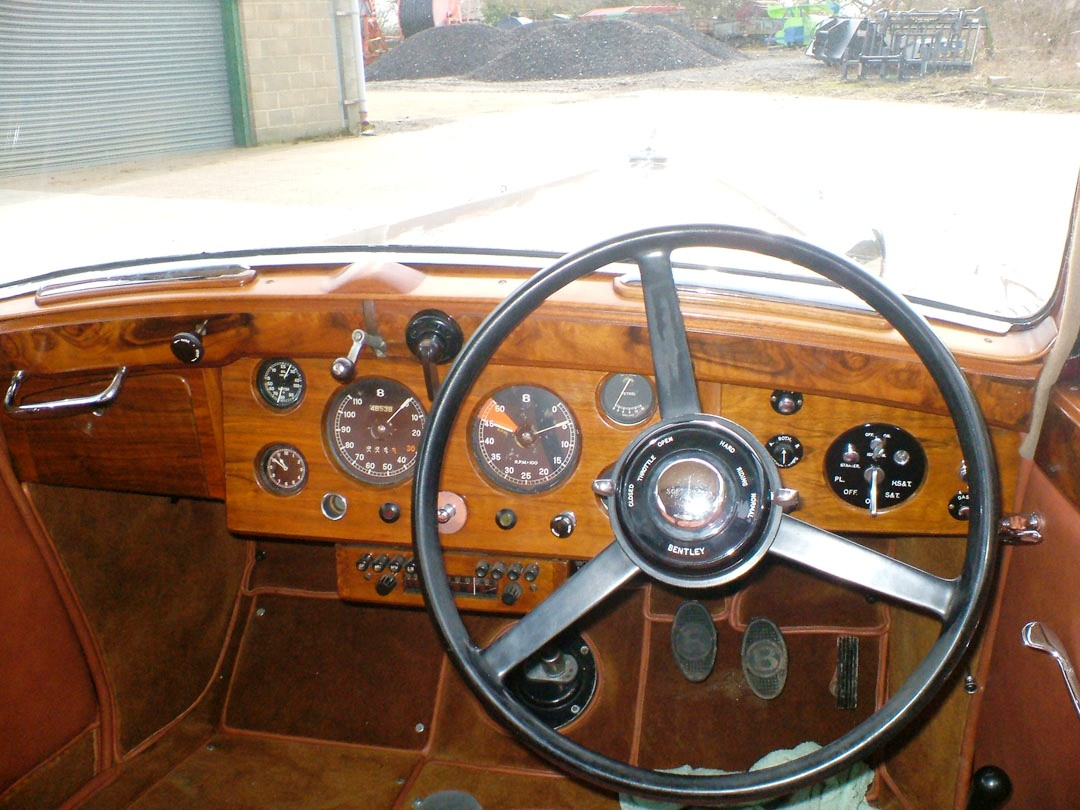
Bentley Mark V - wnętrze